# 山内孝
山内 孝（やまのうち たかし、1945年1月10日 - ）は、日本の実業家。マツダ株式会社相談役。

## 来歴・人物
広島県出身。1967年に東洋工業（現：マツダ）に入社。入社の理由をロータリーエンジンへの憧れと語っている。2008年11月19日に井巻久一の後任として社長兼CEOに就任し、2010年からは会長も兼務した。2013年6月に社長兼CEOを退き、代表取締役会長専任となった。2014年6月、代表取締役会長を退任し、相談役に就任した。

## 経歴
- 1945年 - 広島県生まれ。
- 1967年 - 慶應義塾大学商学部卒業後、東洋工業に入社。
- 1992年 - 計画管理部担当部長
- 1996年 - 取締役企画本部長
- 1997年 - 常務取締役
- 1999年 - 専務取締役
- 2007年
  - 代表取締役副社長
  - 6月 - マツダ財団理事長[2]
- 2008年 - 代表取締役社長兼CEO
- 2010年 - 代表取締役会長兼社長兼CEO
- 2013年 - 社長兼CEOを退任し、代表取締役会長専任となる。
- 2014年 - 代表取締役会長を退任し、相談役に就任。

## 栄典
- 2013年 - アギラ・アステカ勲章（メキシコ）[3]